# Чис
Чис (італ. Cis) — муніципалітет в Італії, у регіоні Трентіно-Альто-Адідже,  провінція Тренто.
Чис розташований на відстані близько 520 км на північ від Рима, 39 км на північ від Тренто.
Населення — 310 осіб (2014).

## Демографія
Населення за роками:

Станом на 1 січня 2023 року в муніципалітеті офіційно проживало 15 іноземців з 2 країн, серед них 14 громадян країн Євросоюзу.

## Сусідні муніципалітети
- Брезімо
- Кальдес
- Клес
- Ліво